# El Diario de Galicia (1891)
El Diario de Galicia fue un periódico editado en La Coruña de 1891 a 1898.

## Historia y características
Subtitulado Periódico católico e independiente, apareció el 1 de mayo de 1891. Dirigido por Manuel Barja Cerdeira, sería sucedido posteriormente por Agustín Corral Golpe. Su redactor jefe fue Vicente Carnota Pérez.